# Kazbek
El Kazbek (georgià: მყინვარწვერი, Mqinvartsveri, que vol dir «Pic del Gel») és una muntanya de la serralada del Caucas, a Geòrgia. És el segon pic més alt del país, després del Xkhara. Els seus 5.034 m d'altitud el situen al cinquè lloc en alçades dins del Caucas i d'Europa.

## Localització
Està situat a l'extrem nord de la regió de Mtskheta-Mtianeti, a la frontera amb la república d'Ossètia del Nord, de la Federació Russa. S'hi pot arribar des de Tbilisi, a uns 160 km, per la famosa Carretera Militar Georgiana, que el va vorejant per la dreta abans d'endinsar-se a la gorja de Darial, on el riu Tèrek, que neix a les glaceres del Kazbek, ofereix un dels pocs passos que existeixen per travessar la serralada del Gran Caucas.
A la falda del Kazbek hi ha la vila de Stepantsminda (georgià: სტეფანწმინდა que vol dir «Sant Esteve»), capital del municipi de Kazbegui (georgià: ყაზბეგი).

## Característiques
Pel que fa al seu origen, el Kazbek és un volcà dorment, la darrera erupció del qual es calcula en uns 2800 anys enrere. La primera ascensió al cim va ser culminada per l'expedició anglesa de Douglas W. Freshfield el 1868. Les seves característiques el fan molt atractiu per a la pràctica de l'alpinisme. La seva prominència de 2.353 m el situa dins de la categoria dels pics ultraprominents (de prominència superior a 1.500 m).
Tota l'àrea que envolta el pic fou declarada reserva natural l'any 1979 i conté una gran varietat d'animals i plantes endèmiques a la regió caucàsica.